# Marquesat de Gelida

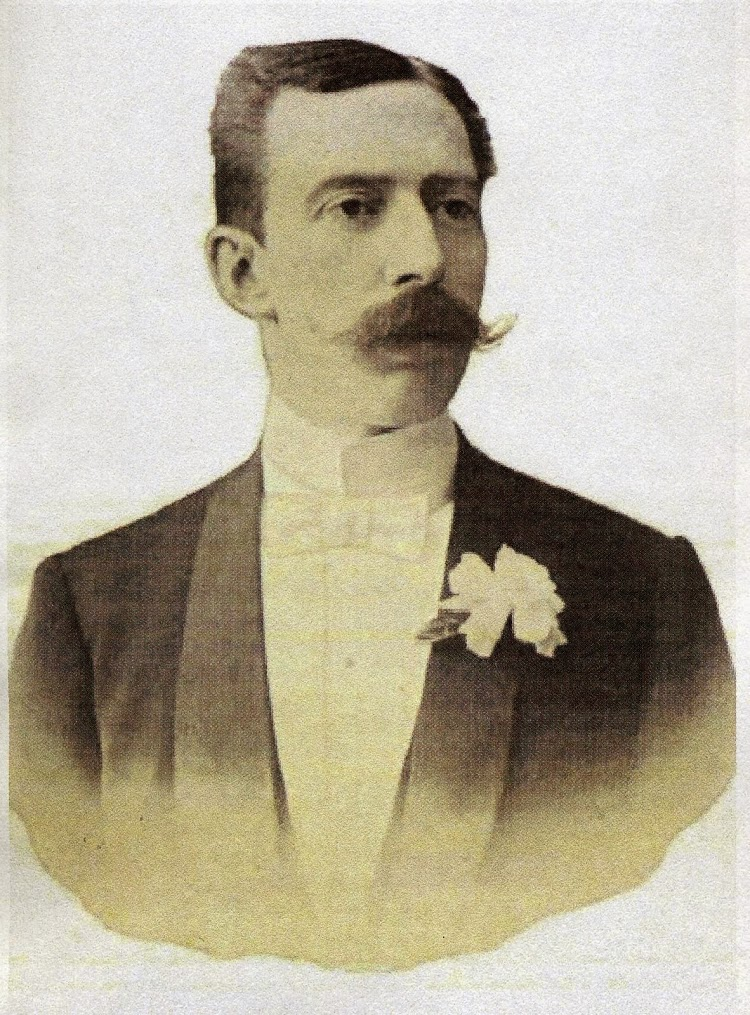
Joaquim Jover i Costas, primer marquès de Gelida

El Marquesat de Gelida és un títol nobiliari espanyol creat pel rei Alfons XIII (sent reina regent Maria Cristina d'Habsburg-Lorena) el 29 de setembre de 1896 a favor de Joaquim Jover i Costas, en agraïment per haver prestat els seus vaixells de franc per a la repatriació des de Cuba d'oficials i soldats malalts:
| « | «El acaudalado armador de Barcelona, Sr. Jover y Costas, ha ofrecido al Gobierno transportar gratuitamente en sus vapores á los oficiales y soldados que por prescripción facultativa hayan de repatriarse á la Península. El Sr. Jover se encarga asimismo, sin remuneración alguna, de la asistencia médica y de la manutención de los repatriados.» | » |

El títol fa referència al municipi de Gelida (Alt Penedès), on el beneficiari posseïa alguns interessos econòmics. El seu pare, Joan Jover i Serra (Igualada 1823 - Barcelona 1879) va fundar la companyia naviliera Jover i Serra i va ser un dels armadors espanyols més importants del segle xix, i quan va morir en 1879, tenia 24 vaixells. Els seus fills Joaquim i Miquel van continuar el nogoci sota el nom Hijos de J. Jover Serra. A més, Jover i Serra va heretar del seu oncle Joaquim Serra i Franch diversos negocis a Gelida, entre ells la fàbrica paperera La Gelidense.
L'actual titular és Maria del Carme Güell i Malet.

## Marquesos de Gelida
|                                  | Titular                          | Període                          |
| Creat en 1896 pel rei Alfons XII | Creat en 1896 pel rei Alfons XII | Creat en 1896 pel rei Alfons XII |
| -------------------------------- | -------------------------------- | -------------------------------- |
| I                                | Joaquim Jover i Costas           | 1896-1922                        |
| II                               | Consol Jover i Vidal             | 1923-1957                        |
| III                              | Eusebi Güell i Jover             | 1958-1990                        |
| IV                               | Eusebi Güell i Sentmenat         | 1991-2018                        |
| V                                | Maria del Carme Güell i Malet    | 2019-                            |

## Història dels marquesos de Gelida

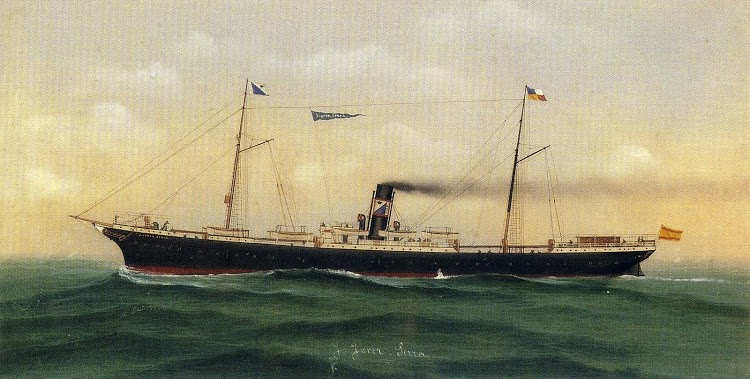
Vaixell a vapor denominat J. Jover Serra, en honor del pare del primer marquès i fundador de la companyia naviliera. Vaixell posat a la disposició de Sa Majestat per a la repatriació de soldats ferits a Cuba el 1896

- Joaquim Jover i Costas (30 de maig de 1854 - 4 d'octubre de 1922), I marquès de Gelida.

1. Es va casar el 23 d'abril de 1880 amb Consol Vidal i de Moragas, II marquesa de Moragas.

El va succeir la seva filla:
- Consol Jover i Vidal (29 de gener de 1881 - 10 d'agost de 1957), II marquesa de Gelida.

1. Va casar el 24 de juny de 1901 amb Eusebi Güell i López (1877-1955), II vescomte de Güell, Majordom de Setmana de Sa Majestat, Gran Creu de l'Orde d'Isabel la Catòlica, Cavaller del Sant Calze de València, President del Reial Cercle Artístic de Barcelona, i de la Hispanic Society of America.

El va succeir el seu fill:
- Eusebi Güell i Jover (19 de gener de 1904 - 28 de juny de 1990), III marquès de Gelida, III vescomte de Güell, membre de la Reial Acadèmia de Belles Arts de Sant Jordi, President del Reial Cercle Artístic de Barcelona, de la Fundació Güell, i d'Amics de Gaudí.

1. Va casar-se el 14 de gener de 1927 amb Lluïsa de Sentmenat i Güell (1902-1993).

El va succeir el seu fill:
- Eusebi Güell i de Sentmenat, IV marquès de Gelida, IV vescomte de Güell

1. Va casar el 17 de juliol de 1956 amb Maria del Carme Malet i de Travy (1930-).

El va succeir la seva filla:
- Maria del Carme Güell i Malet, V marquesa de Gelida

## Blasó
≪En camp de gules, un jou, de plata, tallat i entrellaçat amb un altre. Divisa: Deus adjuvet me.≫